# Cal Maiol
Cal Maiol és un jaciment arqueològic en una cavitat calcària anomenada Fondal de la Rovira al municipi d'Olèrdola, (l'Alt Penedès), inclòs a l'Inventari del Patrimoni Arqueològic i Paleontològic de Catalunya.
Es tracta de un taller de sílex datat entre el Paleolític i Eneolític. Va ser descobert per P. Giro en 1961.
En 2008 i 2009 el terreny es va a prospectar amb motiu de la construcció d'una instal·lació hidràulica amb resultats negatius. Al fondal de la Rovira, es va trobar molt poc material del que caldria destacar un gratador.